# Mancomunidad Intermunicipal del Sureste de Gran Canaria

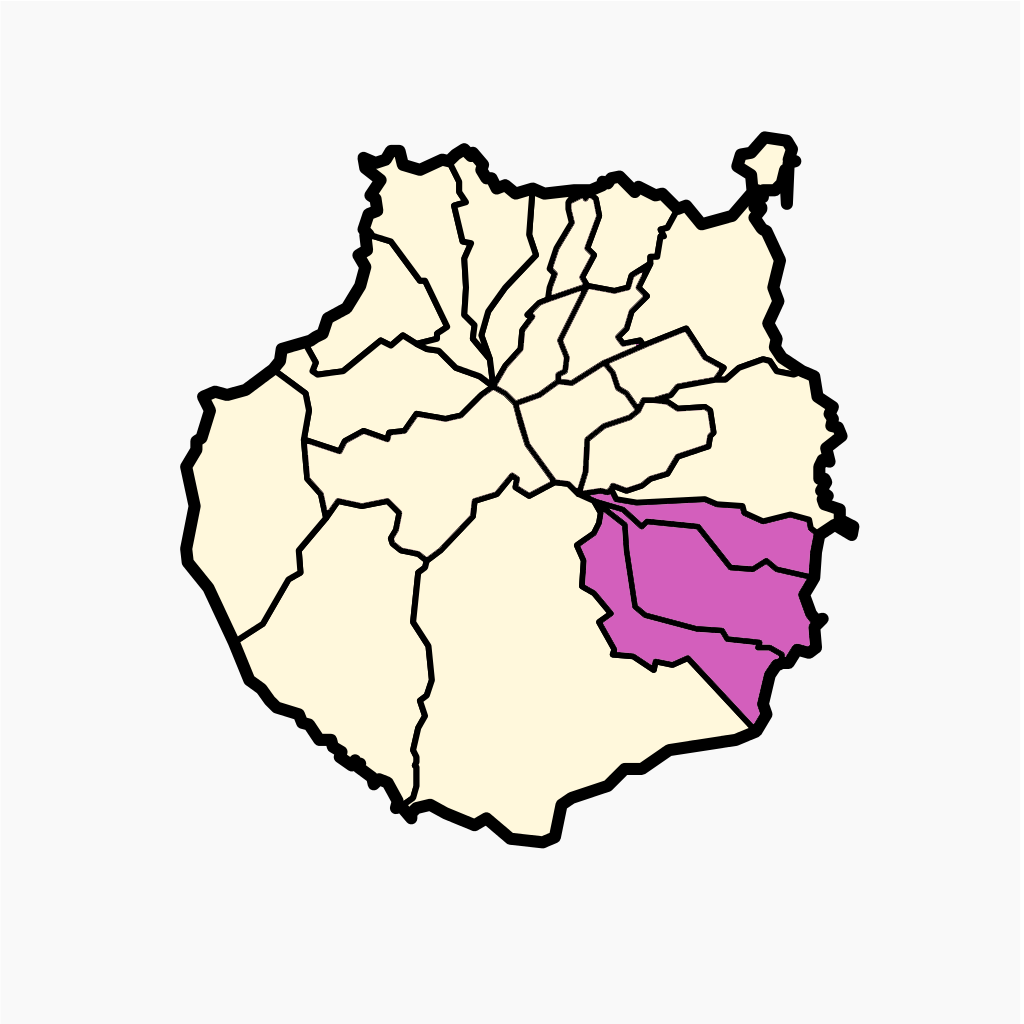
Distribución geográfica de la Mancomunidad Intermunicipal del Sureste de Gran Canaria

La Mancomunidad Intermunicipal del Sureste de Gran Canaria (también conocida en Gran Canaria como Mancomunidad del Sureste), es una Mancomunidad situada en la isla de Gran Canaria, España, y que agrupa a los municipios de Santa Lucía de Tirajana, Ingenio y Agüimes. En la actualidad, la mayoría de sus esfuerzos se centran en atender las necesidades de la población en temas como el abastecimiento de agua potable, la depuración de aguas residuales, o la realización de ciertos tratamientos integrados en la agricultura (tratamientos fitosanitarios, control de plagas, etc.).